# Gampsocleis sinensis
Gampsocleis sinensis är en insektsart som först beskrevs av Walker, F. 1869.  Gampsocleis sinensis ingår i släktet Gampsocleis och familjen vårtbitare. Inga underarter finns listade i Catalogue of Life.